# Katreeya English
Pour les articles homonymes, voir English.
Katreeya English, thaï : แคทรียา อิงลิช, née le 4 septembre 1976 à Oxford, est une chanteuse, actrice et mannequin thaïlandaise.

## Biographie
English naît d'un père anglais, David Christopher English, et d'une mère thaïlandaise, Marasri Charoensuk. En raison des fonctions professionnelles de son père, elle vit dans de nombreuses villes lorsqu'elle est enfant comme Brunei ou Singapour. À 14 ans, elle retourne étudier en Thaïlande et est repérée par un agent dans le mannequinat. English obtient un baccalauréat ès arts avec spécialisation en anglais de l'Assumption University, en Thaïlande.
Elle commence sa carrière musicale en 1999 avec le label GMM Grammy jusqu'en 2009. En 2006, Katrina participe au Asia Song Festival 2006 avec la chanson Burn.
En 2015, elle enregistre They Call Us The Royals, une nouvelle chanson pour le Reading Football Club, à l'occasion de son arrivée dans le championnat d'Angleterre de football de deuxième division.
Sa voxographie en thaïlandais est la princesse Fiona dans Shrek le troisième et Shrek 4 : Il était une fin et Maître Tigresse dans les trois longs métrages de Kung Fu Panda.

## Discographie
Albums
- 2001 : Kat Around the Clock
- 2006 : Best Hits of Kat
- 2003 : Siamese Kat
- 2005 : Lucky Girl
- 2007 : Sassy K

## Filmographie
- 1992 : A-Neung Kid Teung Por Sang Kheb
- 2018 : The Gifted (série télévisée)
- 2020-2021 : Wake Up Ladies: Very Complicated (série télévisée)